# أبو العرب التميمي
محمد بن أحمد بن تميم بن تمام الدارمي التميمي، المشهور بأبي العرب التميمي (251 هـ - 333 هـ = 865 - 945 م)، مؤرخ، حافظ للحديث، من أهل القيروان بإفريقية.
كان جده تمام بن تميم التميمي من أمرائها. احترف تربية أولاد العرب ونسخ الكتب، وقيل: كتب بيده ثلاثة آلاف كتاب. دارت عليه محنة من الفاطميين - حيث حُبس وقُيِّد مع ابنه مدة بسبب بني الأغلب، وكان أحد من خرج لحرب الفاطميين وحضر حصار المهدية مع مخلد بن كداد.

## مصنفاته
من مصنفاته:
- طبقات علماء إفريقية
- عباد إفريقية
- كتاب التاريخ، سبعة عشر جزءا
- مناقب بني تميم
- المحن
- فضائل مالك
- مناقب سحنون
- موت العلماء، جزآن.
- وله شعر.